# Dutch book
Dutch book-nak nevezzük a fogadások világában azt a szituációt, ha a fogadó biztosan veszít. A közgazdaságtan ennél valamelyest általánosabban használja a kifejezést: akkor beszélhetünk „Dutch book”-ról, ha egy vagy több gazdasági tranzakció (például árucsere) végeredményeként az egyik fél bizonyosan nyer, a másik pedig veszít.
A valószínűségszámítás szerint Dutch book pontosan akkor fordulhat elő egy fogadás alkalmával, ha a fogadó szubjektív valószínűségei, vagyis az események általa vélt valószínűségei – amik egyáltalán nem biztos, hogy egybeesnek a tényleges valószínűségekkel – nem felelnek meg az úgynevezett Kolmogorov-axiómáknak. (Ezt az állítást Dutch book-tételnek is nevezik.) Például ha feldobunk egy érmét, és egy ember 2/3 valószínűséget tulajdonít mind a fejnek, mind az írásnak (márpedig az egyik Kolmogorov-axióma szerint a komplementer események valószínűségének összege 1), akkor hajlandó lesz velünk 2:1 arányban fogadást kötni a fejről és az írásról is. Nem fogjuk visszautasítani az ajánlatát, mert akármelyik esemény következik be, nyerünk 1 egységnyi pénzösszeget. (Ha mondjuk a fej lesz a nyerő, adunk neki ezért 1 egységet, amiatt pedig, hogy az írás nem következett be, elveszünk tőle 2-t.)
A közgazdaságtan szintén csak bizonyos alapvető feltevésektől való eltérés esetén tartja lehetségesnek a Dutch book-szituációt; egész pontosan a racionális döntéshozatal elvének, vagy pedig a preferenciarendezés racionalitási feltételeinek nem teljesülése idézheti elő. Egy szemléletes példa az, ha egy fogyasztó preferenciarendezése nem tranzitív: az A jószágot szigorúan preferálja (előnyben részesíti) B-vel szemben, a B-t egy C jószággal szemben, C-t pedig A-val szemben. Ekkor ha fogyasztónknak van egy B és egy C jószága, egy másik személynek pedig egy A-ja, a másik személy – akinek a preferenciái „normálisak” – eladhatja azt B-ért és valamekkora összegért (legyen ez 100 forint). Ezután eladhatja B-t is C-ért és valamekkora összegért (mondjuk 50 forintért), aztán pedig C-t A-ért és valamennyiért (például 150 forintért). Visszajutottunk az alapszituációhoz: fogyasztónknak van egy B-je és egy C-je, a másik félnek pedig egy A-ja. Csakhogy a másik fél időközben szert tett 100 + 50 + 150 = 300 forintra! Fogyasztónkat preferenciájának intranzitivitása egy Dutch book szituációba sodorta.
Közgazdászok úgy vélik, hogy az ilyen Dutch book szituációk még intranzitivitás esetén sem fordulhatnak elő hosszú távon, ugyanis fogyasztónk előbb-utóbb vagy rájön, hogy nem érdemes ilyen helyzetekbe keverednie, vagy a másik fél mellett további eladók jelennek meg a piacon, akik közötti verseny a fogyasztónkból származó hasznot 0-ra szorítja le.